# التهاب لسان المزمار
التهاب لسان المزمار (بالإنجليزية: Epiglottitis)‏ هو التهاب ناتج عن عدوى بكتيرية شبيهة بالانفلونزا، تسبب التهاب البلعوم و يمكن أن يحدث التهاب لسان المزمار عند جميع الأعمار ولكن نسبة إصابة الأطفال أكبر بسبب حساسية البلعوم لديهم. وغالباً ما تصيب الأطفال بين سن 2 إلى 7 سنوات ونسبة إصابة فيها من الذكور أكثر من الإناث. ويعتبر التهاب لسان المزمار بمثابة امتداد للغضروف، المتمثلة وظيفته بإغلاق القصبة الهوائية، وحمايتها من دخول أجسام غريبة، خاصة أثناء عملية البلع. فعند الإصابة بالالتهاب ينتفخ الغضروف، و يتسبب بانسداد القصبة الهوائية، ويمكن للالتهاب أن يسبب أكثر من ذلك بتهديد الحياة بالخطر.

## الأسباب
- الإصابة بالوذمة والحروق، عقب احتساء السوائل الحارة جدا، مما قد يسبب أذى مباشر للحنجرة وعدوى.
- الإصابة بالمستدمية النزلية، بإمكان هذه الجرثومة التسبب بالتهاب رئوي أيضا.
- التهاب السحايا والإنتان.

## الأعراض
- صعوبة في التنفس والبلع بسبب التورم الذي يسببه الالتهاب في مجرى التنفس. التي في بعض الحالات قد يسبب الاختناق.
- ارتفاع درجة حرارة الجسم بشكل سريع وكبير.
- التهاب بالحلق.
- سيلان اللعاب من الفم.
- إصدار أصوات عند التنفس شبيها بالأصوات التي تصدر عند الإصابة بالخناق.
- عصبية وتوتر وهيجان في سلوك المصاب.
- آلام شديدة في الفم.

## العلاج
يتم العلاج والإسعاف الأولي هذه الحالة بأن يؤمن ممراً هوائيا مفتوحا للرئتين، ووصول قدر كاف من الاوكسجين إليهما.
يمكن، في أوضاع بسيطة، الاكتفاء بقناع أو نظارات أوكسجين، التي توفر لجهاز التنفس خليط هواء مخصبا بالأوكسجين، بتركيز يتعدى تركيزه في الهواء. هناك حاجة غالبا، لإدخال انبوب تنفس مباشرة للقصبة الهوائية، متجاوزا لسان المزمار، لضمان ممر هوائي مفتوح في حال ازداد التورم في لسان المزمار.
في الحالات التي يكون فيها انسداد كامل في القصبة الهوائية منذ البداية، أو لسبب آخر يعيق إيلاج انبوب التنفس، فمن الضرورة إجراء فغر الرغامى (Tracheostomy)، يتم خلاله إجراء شق جراحي مباشرة حتى القصبة الهوائية في المنطقة التي تلي الانسداد، وبواسطته تتم عملية تنفس المريض. تفصل داعمات التنفس على الأرجح، بعد استتباب الوضع في غضون بضعة أيام. إذا كان السبب عاملا عدوائيا، فإنه يتطلب كذلك علاجا بالمضادات الحيوية المناسبة ضد البكتيريا المسببة للمرض. أن وسيلة الوقاية المجدية أكثر هي التطعيم للمستديمة النزلية (ب) الذي يعطى كجزء من منظومة التطعيمات الروتينية في عيادات الأم والطفل في أعمار: شهرين 4 أشهر، 6 أشهر وسنة. بالإضافة لذلك، ينبغي تطعيم المرضى الذين يعانون من جهاز مناعة ضعيف في سن أكثر تقدما.

## وصلات خارجية
- [اقرأ المزيد في موقع ويب طب : التهاب لسان المزمار،علاج التهاب لسان المزمار،اعراض التهاب لسان المزمار http://www.webteb.com/children-health/diseases/التهاب-لسان-المزمار#ixzz2aE0ctobA]
- جوردانا ماريوف Jordana Marinoff, "Bacteria Grab a Windpipe and Hold it Hostage," بوسطن غلوب, January 10, 2006